# Mesosemia nympharena
Mesosemia nympharena is een vlindersoort uit de familie van de prachtvlinders (Riodinidae), onderfamilie Riodininae.
Mesosemia nympharena werd in 1909 beschreven door Stichel.